# Montana (sito archeologico)
Montana è un sito archeologico situato sulla costa pacifica in Guatemala nel dipartimento di Escuintla, vicino a Balberta.

## Storia
Intorno all'anno 400 Montana diventò la capitale regionale prendendo il posto di Balberta. Gli archeologi hanno attestato che Montana venne fondata come colonia dalla grande città di Teotihuacan, per acquisire beni prodotti nella zona come semi di cacao, cotone e gomma.
La nuova capitale fiorì per 200 anni, quando nel 600 la città declinò in coincidenza con la distruzione del nucleo di Teotihuacan.
Nel tardo classico la città di Montana si era frammentata in diverse piccole cittadelle, ed attorno all'800 venne sostituita come capitale regionale da Cotzumalhuapa.
Le rovine della città vennero scoperte nel 1982 dall'archeologo Frederick J. Bove del Proyecto Costa Sur, che le trovò coperte dalla vegetazione. Altre spedizioni vennero fatte nel 1991.

## Il sito
Il nucleo del sito copre un'area di circa 1 km quadro. L'area urbana copriva 10 km quadri con molte strutture. Il nucleo del sito possedeva un sistema di drenaggio per eliminare l'acqua piovana. Ogni sezione di tubo ceramico misura 1 metro in lunghezza per 15-20 cm di diametro.
La piattaforma centrale è alta 7 metri. Sopra si trova una piramide che misura 18 metri in altezza con una scalinata sul lato ovest.
Una piazza nella sezione nord del nucleo del sito è circondata da piattaforme e piramidi.
La piattaforma Los Chatos è lunga 200 metri da un lato e 330 dall'altro, con due strati, che occupa la parte meridionale del nucleo del sito. Scavi effettuati nelle vicinanze hanno reso visibili 25 superfici sistemate una sull'altra. È stato trovato un contenitore per la cenere fatto in stile di Teotihuacan, l'unico trovato in questo stile nella regione pacifica in Guatemala. Risale al 350-400 d.C. Conteneva quattro palline di giada grandi 5 millimetri in diametro.
Il Tumulo 2 è un sepolcro alto 3 metri che si trova a ovest della piattaforma Los Chatos platform. È qui che il recipiente per la cenere è stato trovato.
Il Tumulo 3 si trova a sud del Tumulo 2. Questo contiene i resti di un complesso residenziale con alcune stanze.
Sono state registrate 13 altre piattaforme nel raggio di 5 km dal centro del sito. 
Tra i manufatti trovati a Montana vi sono oggetti in ceramica e altri contenitori per cenere decorati con effigi. La presenza di questi oggetti prova che gente proveniente direttamente da Teotihuacan esercitava una certa influenza.

## Città satellite
Montana aveva alcune città minori che fungevano da satelliti ed erano parte dell'agglomerato urbano: La Fronda, Las Hortencias, Loma Linda, Manantial, Paraiso e Las Victorias.